# وقع في الحب مع سون جونغ
وقع في الحب مع سون جونغ (순정에 반하다) مسلسل دراما كوري جنوبي من بطولة هو كيونغ يونغ. عرض المسلسل على قناة جي تي بي سي في 3 نيسان 2015.

## القصة
تدور الدراما حول كانغ مين هو الذي كان والده يسير شركة ضخمة. لكن بعد موت والده استحوذ عمه على الشركة. وبسبب ذلك أصبح مُستثمر مُحترف. يقوم كانغ مين هو بعملية زرع قلب ليُدرك بعد ذلك المعنى الحقيقي للحُبّ والسعادة مع كيم سون جونغ التي تعمل كَسكرتيرة وتنجذب للبطل مثل المغناطيس.

## الممثلون
- هو كيونغ يونغ
- كيم سو يون
- جين غو
- جو يون جي

## روابط خارجية
- وقع في الحب مع سون جونغ على موقع IMDb (الإنجليزية)
- وقع في الحب مع سون جونغ على موقع نتفليكس (الإنجليزية)
- وقع في الحب مع سون جونغ على موقع كينوبويسك (الروسية)
- وقع في الحب مع سون جونغ على موقع قاعدة بيانات الفيلم (الإنجليزية)